# Saint-Mihiel
Saint-Mihiel és un municipi francès situat al departament del Mosa i a la regió del Gran Est. L'any 2007 tenia 4.816 habitants.

## Demografia

### Població
El 2007 la població de fet de Saint-Mihiel era de 4.816 persones. Hi havia 1.929 famílies, de les quals 705 eren unipersonals (325 homes vivint sols i 380 dones vivint soles), 588 parelles sense fills, 448 parelles amb fills i 188 famílies monoparentals amb fills.
La població ha evolucionat segons el següent gràfic:
Habitants censats

### Habitatges
El 2007 hi havia 2.429 habitatges, 1.954 eren l'habitatge principal de la família, 47 eren segones residències i 428 estaven desocupats. 1.294 eren cases i 1.123 eren apartaments. Dels 1.954 habitatges principals, 944 estaven ocupats pels seus propietaris, 876 estaven llogats i ocupats pels llogaters i 134 estaven cedits a títol gratuït; 32 tenien una cambra, 150 en tenien dues, 401 en tenien tres, 561 en tenien quatre i 810 en tenien cinc o més. 919 habitatges disposaven pel capbaix d'una plaça de pàrquing. A 1.017 habitatges hi havia un automòbil i a 461 n'hi havia dos o més.

### Piràmide de població
La piràmide de població per edats i sexe el 2009 era:
| Homes | Edats   | Dones |
| ----- | ------- | ----- |
| 0     | 95 o +  | 12    |
| 20    | 90 a 94 | 60    |
| 16    | 85 a 89 | 88    |
| 40    | 80 a 84 | 32    |
| 80    | 75 a 79 | 176   |
| 72    | 70 a 74 | 120   |
| 88    | 65 a 69 | 116   |
| 104   | 60 a 64 | 108   |
| 88    | 55 a 59 | 96    |
| 168   | 50 a 54 | 156   |
| 220   | 45 a 49 | 176   |
| 160   | 40 a 44 | 148   |
| 244   | 35 a 39 | 216   |
| 244   | 30 a 34 | 160   |
| 284   | 25 a 29 | 208   |
| 136   | 20 a 24 | 108   |
| 180   | 15 a 19 | 120   |
| 160   | 10 a 14 | 204   |
| 180   | 5 a 9   | 204   |
| 180   | 0 a 4   | 116   |

## Economia
El 2007 la població en edat de treballar era de 3.112 persones, 1.880 eren actives i 1.232 eren inactives. De les 1.880 persones actives 1.539 estaven ocupades (904 homes i 635 dones) i 341 estaven aturades (158 homes i 183 dones). De les 1.232 persones inactives 250 estaven jubilades, 220 estaven estudiant i 762 estaven classificades com a «altres inactius».

### Ingressos
El 2009 a Saint-Mihiel hi havia 1.925 unitats fiscals que integraven 4.223 persones, la mediana anual d'ingressos fiscals per persona era de 14.652 €.

### Activitats econòmiques
Dels 211 establiments que hi havia el 2007, 5 eren d'empreses extractives, 8 d'empreses alimentàries, 1 d'una empresa de fabricació de material elèctric, 1 d'una empresa de fabricació d'elements pel transport, 5 d'empreses de fabricació d'altres productes industrials, 14 d'empreses de construcció, 61 d'empreses de comerç i reparació d'automòbils, 8 d'empreses de transport, 19 d'empreses d'hostatgeria i restauració, 2 d'empreses d'informació i comunicació, 13 d'empreses financeres, 9 d'empreses immobiliàries, 17 d'empreses de serveis, 22 d'entitats de l'administració pública i 26 d'empreses classificades com a «altres activitats de serveis».
Dels 61 establiments de servei als particulars que hi havia el 2009, 1 era una oficina d'administració d'Hisenda pública, 1 gendarmeria, 2 oficines de correu, 6 oficines bancàries, 4 funeràries, 4 tallers de reparació d'automòbils i de material agrícola, 1 taller d'inspecció tècnica de vehicles, 1 autoescola, 3 paletes, 2 guixaires pintors, 3 fusteries, 4 lampisteries, 2 electricistes, 9 perruqueries, 1 veterinari, 10 restaurants, 4 agències immobiliàries, 2 tintoreries i 1 saló de bellesa.
Dels 38 establiments comercials que hi havia el 2009, 3 eren supermercats, 1 una gran superfície de material de bricolatge, 1 una botiga de més de 120 m², 6 fleques, 3 carnisseries, 3 llibreries, 6 botigues de roba, 2 sabateries, 1 una sabateria, 5 botigues de mobles, 1 una botiga de mobles, 1 una botiga de material de revestiment de parets i terra, 1 un drogueria, 2 joieries i 2 floristeries.
L'any 2000 a Saint-Mihiel hi havia 11 explotacions agrícoles que ocupaven un total de 378 hectàrees.

## Equipaments sanitaris i escolars
El 2009 hi havia 1 hospital de tractaments de curta durada, 1 hospital de tractaments de mitja durada (seguiment i rehabilitació, 1 un hospital de tractaments de llarga durada, 1 psiquiàtric, 2 farmàcies i 1 ambulància.
El 2009 hi havia 2 escoles maternals i 4 escoles elementals. Saint-Mihiel disposava d'un col·legi d'educació secundària amb 487 alumnes.

## Poblacions més properes
El següent diagrama mostra les poblacions més properes.